# Strażnica WOP Równe
Strażnica Wojsk Ochrony Pogranicza Dobieszów/Równe – zlikwidowany podstawowy pododdział Wojsk Ochrony Pogranicza pełniący służbę graniczną na granicy polsko-czechosłowackiej.

## Formowanie i zmiany organizacyjne
Strażnica została sformowana w 1945 w strukturze 47 komendy odcinka Głubczyce jako 219 strażnica WOP (Dobieszów) o stanie 56 żołnierzy. Kierownictwo strażnicy stanowili: komendant strażnicy, zastępca komendanta do spraw polityczno-wychowawczych i zastępca do spraw zwiadu. Strażnica składała się z dwóch drużyn strzeleckich, drużyny fizylierów, drużyny łączności i gospodarczej. Etat przewidywał także instruktora do tresury psów służbowych oraz instruktora sanitarnego.
W związku z reorganizacją oddziałów WOP, 24 kwietnia 1948 strażnica została włączona w struktury 69 batalionu Ochrony Pogranicza, a 1 stycznia 1951 44 batalionu WOP w Głubczycach.
Od 15 marca 1954 wprowadzono nową numerację strażnic, a strażnica WOP Równe otrzymała nr 227 w skali kraju}.
W 1956 rozpoczęto numerowanie strażnic na poziomie brygady. Strażnica II kategorii Równe była 17 w 4 Brygadzie Wojsk Ochrony Pogranicza.
1 stycznia 1960 była jako 9 strażnica WOP IV kategorii Równe .
4 lipca 1961 rozformowano 44 batalion WOP w Głubczycach, strażnica została włączona w struktury 43 batalionu WOP w Raciborzu.
1 stycznia 1964 była jako 10 strażnica WOP lądowa IV kategorii Równe.
W 1976 w związku z przejściem na dwuszczeblowy system dowodzenia, strażnicę podporządkowano bezpośrednio pod sztab Górnośląskiej Brygady WOP w Gliwicach.

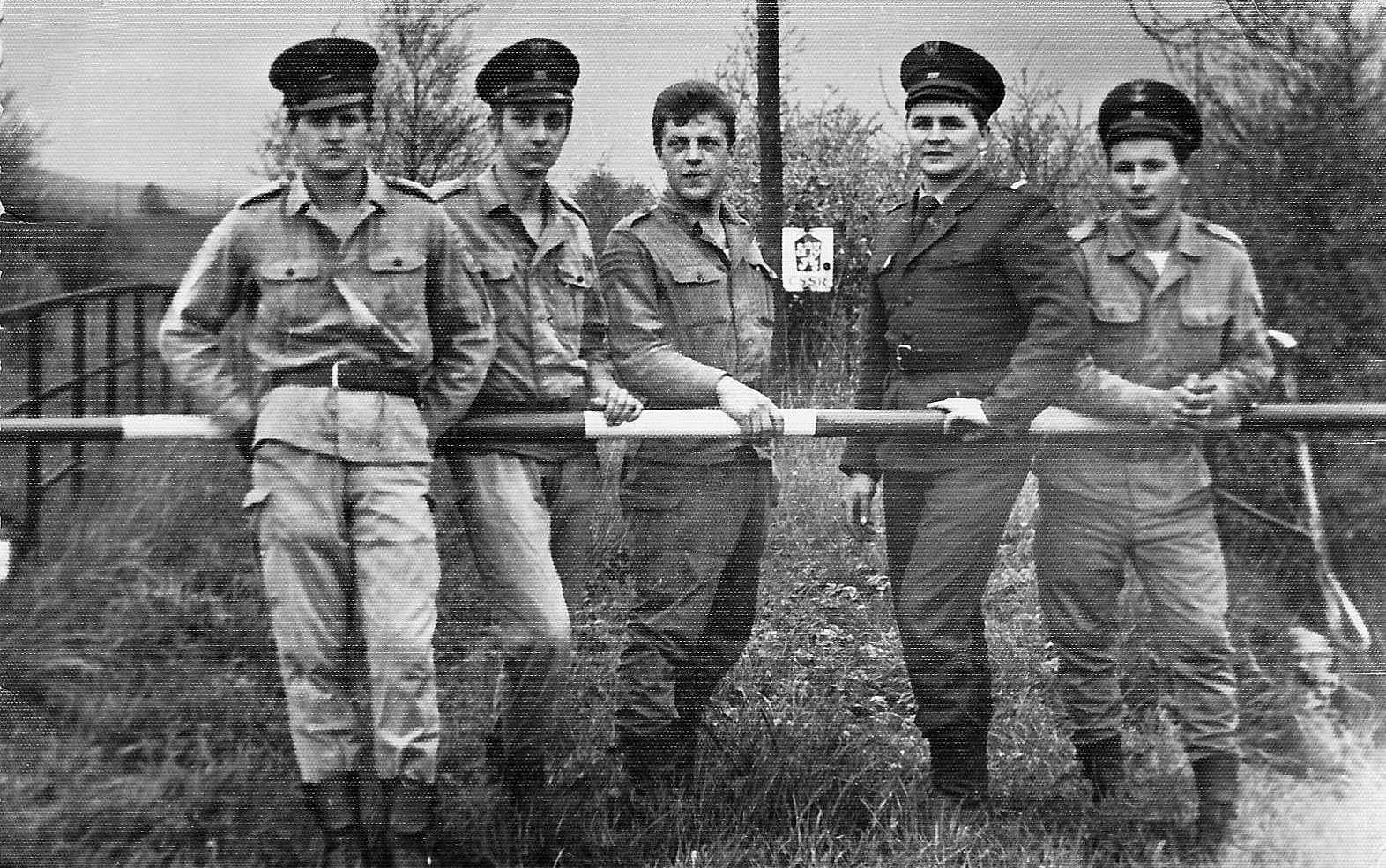
Żołnierze strażnicy przy szlabanie granicznym (1979)

13 grudnia 1981 po wprowadzeniu stanu wojennego na terytorium kraju, dowódca GB WOP wewnętrznym rozkazem w miejscu stacjonowania poszczególnych batalionów, utworzył tzw. „wysunięte stanowiska dowodzenia” (zalążek przyszłych batalionów granicznych), którym podporządkował strażnice znajdujące się na odcinkach dawnych batalionów granicznych. Brygada wykonywała zadania ochrony granicy i bezpieczeństwa państwa wynikające z dekretu o wprowadzeniu stanu wojennego.
W drugiej połowie 1984 Strażnica WOP Równe została włączona w struktury utworzonego batalionu granicznego GB WOP im. Bohaterów Powstań Śląskich w Raciborzu, jako Strażnica WOP Lądowa rozwinięta w Równem.

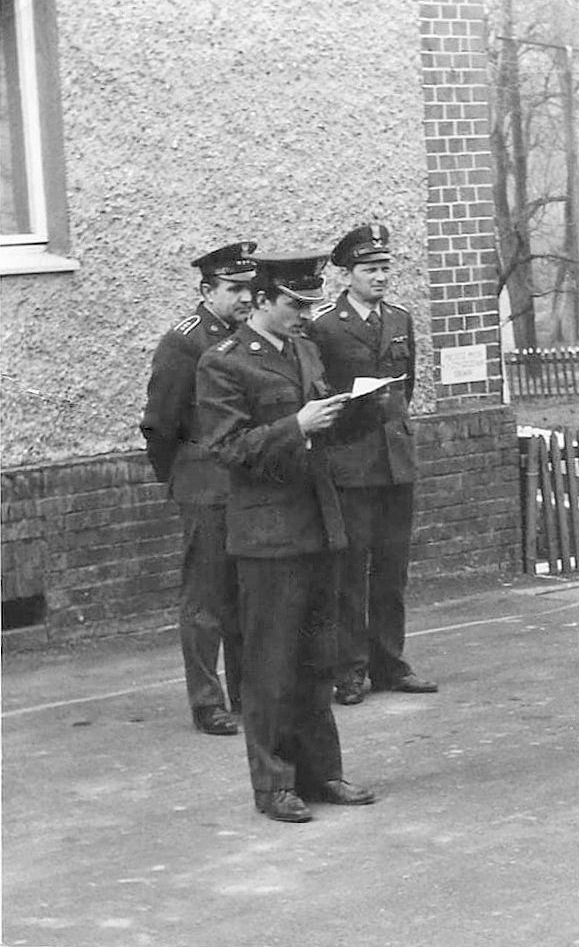
Kadra strażnicy: kpt. Andrzej Zagaj, chor. sztab. Zdzisław Radys i sierż. sztab. Stanisław Nowak (1988)

Strażnica WOP Równe w maju 1989 została rozformowania, a ochraniany przez strażnicę odcinek granicy, przejęły strażnice WOP: Krasne Pole i Pomorzowice.

## Ochrona granicy
W 1960 9 strażnica WOP Równe IV kategorii ochraniała odcinek granicy państwowej o długości 16370 m:
- Włącznie znak graniczny nr IV/103, wyłącznie znak gran. nr IV/116.
- W okresie zimowym pas śnieżny sprawdzany był minimum: na głównym kierunku dwukrotnie, na pozostałym raz w ciągu doby
- Współdziałała w zabezpieczeniu granicy państwowej z:
  - Strażnice WOP w Krasnym Polu i Pomorzowicach
  - Grupa Operacyjno-Rozpoznawcza Zwiadu w Głubczycach
- W ochronie granicy dowódcy strażnicy ściśle współpracowali ze swoimi odpowiednikami tj. naczelnikami placówek OSH (Ochrana Statnich Hranic) CSRS.

## Wydarzenia
- 1956 – koniec czerwca, początek lipca w okresie tzw. „Wypadków poznańskich”, przy linii granicznej i w strefie działania, odnajdywano pakunki zawierające ulotki z tzw. „bibułą”, przytwierdzone do balonów leżących na ziemi[14]. W związku z masowością zjawiska, żołnierze otrzymali zezwolenie na użycie broni, celem zestrzelenia nisko przelatujących balonów (nawet jeśli znajdowały się na terytorium czechosłowackim, ale w zasięgu ognia – to samo czynili pogranicznicy czechosłowaccy)[15].
- 1967 – 31 marca strażnica zawiadomiona została przez mieszkańca wsi Dobieszów o pojawieniu się w pobliżu linii granicznej trzech nieznanych osób. Wysłani żołnierze zatrzymali opisane osoby, które przyznały się, iż zamierzały przekroczyć granicę z Polski do Czechosłowacji, a następnie przedostać się do Austrii[16].
- 1976 – wycofano z granicy rowery, zastępując je motocyklami małolitrażowymi; WSK-175 dla kadry i WSK-125 dla żołnierzy służby zasadniczej (5–13 motocykli w zależności od obsady i na jakiej granicy). Wyposażone w łączność radiową motocykle stały się podstawowym środkiem transportu w służbie patrolowej i rozpoznawczej[17].
- 13 grudnia 1981–22 lipca 1983 – (stan wojenny w Polsce), normę służby granicznej dla żołnierzy podwyższono z 8 do 12 godzin na dobę. Patrole wysyłane w teren zostały wzmocnione. Wyeliminowano służby składające się z jednego żołnierza. Ścisłą kontrolą objęto całą strefę nadgraniczną, sięgając niekiedy głębiej. Niektóre szlaki turystyczne zostały zamknięte, a ruch w strefie nadgranicznej został znacznie ograniczony. W stan gotowości były postawione wszystkie pododdziały odwodowe[18].

## Strażnice sąsiednie
- 218 strażnica WOP Chomiz ⇔ 220 strażnica WOP Pomonowice – 1946[2]
- 218 strażnica OP Chomiz ⇔ 220 strażnica OP Pomonowice – 1949
- 226 strażnica WOP Krasne Pole ⇔ 228 strażnica WOP Pomorzowice – 15.03.1954[19]
- 16 strażnica WOP Krasne Pole II kat. ⇔ 18 strażnica WOP Pomorzowice II kat. – 1956[20]
- 10 strażnica WOP Krasne Pole IV kat. ⇔ 8 strażnica WOP Pomorzowice IV kat. – 1.01.1960[9]
- 11 strażnica WOP Krasne Pole IV kat. ⇔ 9 strażnica WOP Pomorzowice lądowa IV kat. – 1.01.1964[10]
- Strażnica WOP Lądowa rozwinięta kat. I w Krasnym Polu ⇔ Strażnica WOP Lądowa rozwinięta kat. II w Pomorzowicach – 1984–05.1989.

## Komendanci/dowódcy strażnicy
- kpt./mjr Tadeusz Narajczyk (był w 1976[21]–był w 1986)
- kpt. Andrzej Zagaj (1986–1988)
- por. Franciszek Pokorczak (do 05.1989) – do rozformowania .